# Lijst van Belgische adelsverheffingen 2005
Dit is een (incomplete) lijst van Belgische adelsverheffingen van 2005. De lijst omvat personen die dat jaar in de Belgische adel werden opgenomen of een adellijke titel verwierven.

## Graaf
- Graaf Gerard du Parc Locmaria (1945- ), uitbreiding van de titel graaf of gravin op al zijn nakomelingen. Deze uitbreiding zal niet ver leiden, gezien ze slechts op zijn twee dochters van toepassing is.

## Gravin
- Jonkvrouw Yolande du Parc Locmaria (1947- ), de persoonlijke titel gravin.

## Baron
- Jean-Pierre Berghmans (1949- ), erfelijke adel en de persoonlijke titel baron
- Baron Frans van Daele, overdraagbaarheid van zijn titel op zijn nakomelingen
- Jonkheer Jan Grauls, erfelijke titel baron
- Stanislas Emsens, erfelijke adel en persoonlijke titel  baron
- Ridder Henich Apfelbaum, persoonlijke titel baron
- Jean du Jardin, erfelijke adel en persoonlijke titel baron
- Jacques Jonet, erfelijke adel en persoonlijke titel baron
- Koen Lenaerts (1954- ), hoogleraar, erfelijke adel en persoonlijke titel baron
- Karel Poma, erfelijke adel en persoonlijke titel baron
- Paul Smets, erfelijke adel en persoonlijke titel baron
- Paul Van Rompuy, erfelijke adel en persoonlijke titel baron
- Luc Vansteenkiste, erfelijke adel en persoonlijke titel baron

## Barones
- Elisabeth Lhoist (1921- ), persoonlijke adel en de titel barones.

## Ridder
- Claude Desseille, erfelijke adel en persoonlijke titel ridder
- Natan Ramet, erfelijke adel en persoonlijke titel ridder
- Hans Swinnen, erfelijke adel en persoonlijke titel ridder

## Jonkheer
- Gaëtan Emsens, erfelijke adel
- Claude Emsens, erfelijke adel